# ملعب أوتونبا ديبو دينا الدولي
 ملعب جيتواي هو ملعب متعدد الاستخدامات يقع في مدينة إيجيبو-أود في نيجيريا. وهو حاليا يستخدم في مباريات كرة القدم حيث أنه ملعب العودة لنادي أف سي إيبيدي حيث أنه يستضيف مباريات العودة لهذا النادي. يتسع الملعب لحوالى 20,000 متفرج. و الملعب واحد من ثماني ملاعب تم استخدامها في كأس العالم للناشئين لكرة القدم 2009 التي عقدت في نيجيريا.

## وصلات خارجية
- Ijebu-Ode Stadium will shock FIFA – Daniel
- Pictures